# Eustenia acuminatalis
Eustenia acuminatalis är en fjärilsart som beskrevs av Pieter Cornelius Tobias Snellen 1899. Eustenia acuminatalis ingår i släktet Eustenia och familjen Crambidae. Inga underarter finns listade i Catalogue of Life.